# 加贺美智久
加贺美智久（日语： Kagami Tomohisa，1971年6月12日—），又称Tomo桑，是日本籍台湾男性模特儿兼演员，居住在臺灣20多年的他在2020年取得在臺永久居留權。電視劇代表作有《东方茱丽叶》、《天使情人》、《華燈初上》等。

## 影视作品

### 电影
- 2002年《爱情霊薬 》

- 2003年《心动列车之广岛之恋》

- 《山城遇見愛》

### 电视剧
- 2006年《东方茱丽叶》 饰演 克行

- 2006年《天使情人》 饰演 大天使

- 2011年《勇士們》 饰演 村上啓作

- 2012年《给爱丽丝的奇迹》 饰演 SJ（Sasaki Junior）

- 2013年《美味的想念》 饰演 BCSC台湾地区评审

- 2016年《滾石愛情故事——【19】傷痕》 饰演 尹蓁前男友

- 2016年《紫色大稻埕》 饰演 山口社長

- 2019年《日据时代的十种生存法则》 饰演 豐田純平

- 2021—22年《华灯初上》 饰演 中村正男

- 2023年《牛車來去》 饰演 乃木醫生

### 舞台剧
- 《大國民進行曲》（金枝演社）

### 主持
- 《日本再發現 YOKOSO！Japan》
- 《絕對台灣》

### 音乐录影带
- 那英：《如今》

- 辛晓琪： 《恋人啊！》

- 梁静茹：《为我好》

- S.H.E：《他还是不懂》

- 賴雅妍：《I’m ok》

- Nora Says：《I Do》

## 杂志画报
加贺美智久曾为《GQ》、《Gainer》（日本杂志）、《男人装》、《men's uno》、《m雜誌》、《Men's Club》、《Monthly M》的杂志模特。

## 出版刊物

### 书籍
- 《名模主廚最愛燜燒鍋：一鍋到底一鍋搞定60道美味暖心料理》（ISBN 9789869207836），頁數：176，出版社：日日幸福（繁體中文）[2]
- 《Tomoの廚房生活手記: 70道不失敗超簡單的美味料理創意提案》（ISBN 9789869126410）（繁體中文）[2]